# 14135 Cynthialang
14135 Cynthialang eller 1998 RZ62 är en asteroid i huvudbältet som upptäcktes den 14 september 1998 av LINEAR i Socorro County, New Mexico. Den är uppkallad efter Cynthia Lang.
Den tillhör asteroidgruppen Nysa.